# 대전고등법원
대전고등법원(大田高等法院)은 대한민국의 고등법원으로 1심 판결에 대한 항소 사건, 1심 결정·명령에 대한 항고 사건, 선거 소송 등을 심판한다. 대전광역시, 충청남도, 충청북도, 세종특별자치시를 관할구역으로 한다.대전지방법원과 청사를 공유한다.

## 연혁
- 1992년 9월 1일에 대전고등법원이 처음 설치되었다.
- 1998년 11월 2일 대전법원종합청사로 신축 이전하였다.
- 1999년 민사과와 형사과를 민형과로 통합 운영하고 있다.
- 2008년 충청북도 청주시 청주지방법원에 대전고등법원 원외재판소가 설치되었다.

## 관할 구역
- 대전광역시
- 세종특별자치시
- 충청남도
- 충청북도

## 산하 기관
- 대전지방법원
- 청주지방법원
- 대전가정법원

## 역대 법원장
| 순번 | 이름   | 재임 기간                          | 경력                                                 |
| ---- | ------ | ---------------------------------- | ---------------------------------------------------- |
| 1대  | 천경송 | 1992년 9월 1일 ~ 1993년 3월 26일   |                                                      |
| 2대  | 김성일 | 1993년 4월 26일 ~ 1995년 2월 20일  |                                                      |
| 3대  | 한대현 | 1995년 2월 21일 ~ 1995년 11월 22일 |                                                      |
| 4대  | 최공웅 | 1995년 11월 23일 ~ 1998년 2월 8일  |                                                      |
| 5대  | 이철환 | 1998년 2월 23일 ~ 1999년 10월 8일  |                                                      |
| 6대  | 정용인 | 1999년 10월 11일 ~ 2000년 7월 4일  |                                                      |
| 7대  | 김대환 | 2000년 7월 5일 ~ 2001년 2월 10일   |                                                      |
| 8대  | 박영무 | 2001년 2월 12일 ~ 2002년 2월 7일   | 8월 5일 특허법원장 겸직하다 사퇴, 사법연수원장 임명  |
| 9대  | 신정치 | 2002년 2월 8일 ~ 2003년 2월 11일   | 서울고등법원장으로 전보                              |
| 10대 | 이근웅 | 2003년 2월 12일 ~ 2004년 2월 10일  | 서울행정법원장에서 승진                              |
| 11대 | 정호영 | 2004년 2월 11일 ~ 2005년 11월 3일  | 서울고등법원장으로 전보                              |
| 12대 | 이흥복 | 2005년 11월 4일 ~ 2006년 8월 23일  | 2006년 2월 1일 특허법원장 겸임                       |
| 13대 | 오세빈 | 2006년 8월 24일 ~ 2008년 2월 12일  | 서울동부지방법원장 → 대전고등법원장 → 서울고등법원장 |
| 14대 | 이태운 | 2008년 2월 13일 ~ 2009년 2월 8일   | 광주고등법원장에서 전보                              |
| 15대 | 구욱서 | 2009년 2월 9일 ~ 2010년 2월 10일   | 서울고등법원장으로 전보                              |
| 16대 | 김진권 | 2010년 2월 11일~ 2011년 11월 1일   | 서울동부지방법원장에서 전보                          |
| 17대 | 최은수 | 2011년 11월 2일 ~ 2012년 2월 15일  |                                                      |
| 18대 | 최병덕 | 2012년 2월 16일 ~ 2012년 9월 6일   |                                                      |
| 19대 | 김종백 | 2012년 9월 7일 ~ 2013년 2월 13일   |                                                      |
| 20대 | 조병현 | 2013년 2월 14일 ~ 2013년 3월 31일  |                                                      |
| 21대 | 박삼봉 | 2013년 4월 1일 ~ 2014년 2월 12일   |                                                      |
| 22대 | 박홍우 | 2014년 2월 13일 ~ 2016년 2월 10일  |                                                      |
| 23대 | 지대운 | 2016년 2월 11일 ~ 2018년 2월 12일  |                                                      |
| 24대 | 조해현 | 2018년 2월 13일 ~ 2020년 2월       |                                                      |
| 25대 | 김광태 | 2020년 2월 ~ 2021년 2윌 8일        |                                                      |
| 26대 | 이균용 | 2021년 2월 9일 ~ 2023년 2월 19일   |                                                      |
| 27대 | 정형식 | 2023년 2월 20일 ~ 2023년 11월 23일 |                                                      |
| 28대 | 김용석 | 2023년 11월 24일 ~ 2024년 2월 4일  |                                                      |
| 29대 | 박종훈 | 2024년 2월 5일 ~ 2025년 2월 19일   |                                                      |
| 30대 | 이원범 | 2025년 2월 20일~                   |                                                      |

## 같이 보기
- 대한민국 대법원
- 대한민국 지방법원
- 대한민국 고등법원